# Río Serre
El río Serre es un río de Francia que nace en el departamento de Ardenas, aunque la mayor parte de su curso discurre por el de Aisne. Es afluente por la izquierda del Oise, en el que desemboca cerca de la Fére, a 53 m sobre el nivel del mar.
Su longitud es de 112 km y tiene una cuenca de 1.630 km². 
Dispone de una estación para el control de crecidas en Montcornet.